# El estilista
El estilista es una serie de televisión colombiana dirigida por Sergio Cabrera, producida por Vista Productions para RCN Televisión en 2014. Esta protagonizada por Sebastián Boscán, Orlando Valenzuela y Sebastián Martínez

## Biografía
Gabriel Ávila trabajó en una fábrica de textiles en Bogotá, recortando los productos, cuando fue secuestrado se convierte en "estilista" para estar cerca de los comandantes guerrilleros, averiguar en qué lugar lo tienen cautivo y encontrar la manera de contactar a su hermano militar, a fin de lograr ser rescatado junto con sus compañeros de infortunio.

## Reparto
- Sebastián Boscán es Gabriel Ávila
- Orlando Valenzuela es Jorge Mario Rubio
- Sebastián Martínez es Esteban Ávila
- Angelica Blandon es Martina Olmos, villana principal
- Rafael Zea es Wilmer, villano principal
- Camilo Trujillo es Pablo Ávila
- Jennifer Leivovici es Natalia
- Aída Morales es María Eudoxia Olmos
- Carolina Cuervo es Silvia Fernández
- Adriana Arango es Andrea Cadavid
- Yuri Vargas es Liliana
- Mario Duarte es Humberto Rivera "Beto"
- Ana María Sánchez es "Terra"
- Estefany Escobar es Juana Ávila, hija del secuestrado Gabriel Ávila
- Juan David Restrepo es Samurái
- Walter Luengas es el "Narcotraficante"
- Jose Lombana es Sargento Márquez
- Carlos Barbosa es Salvador Ávila
- Constanza Duque es Sara de Ávila
- María del Rosario Barreto es Cabo Gómez
- Noëlle Schönwald es Tatiana
- Camilo Trujillo es Pablo
- Erika Glasser es Martha Perrone
- Adriana Franco es Misia Vicky
- Lucho Velasco es Timochenko
- Susana Posada es Lourdes
- Luis Miguel Hurtado es Alonso
- Manuel Busquets es Carlo Perrone

## Ficha técnica
- Historia Original: Nubia Barreto
- Libretos: Nubia Barreto, Verner Duarte
- Diseño de Fotografía: Jovanny Puertas
- Música Original: Alejandro Ramírez Rojas
- Dirección de Arte: Lotti Haeger, Sofía Morales
- Diseño de Vestuario: Rosita Cabal
- Directores de Fotografía: Yon Franco, Yehison Díaz
- Asesor Histórico: Miguel Torres
- Jefes de Producción: Luz Myriam Bustos, Fabio Cuéllar, David Soler, Juan David Yepes.
- Jefes de Ambientación: Myrian Reina, Mario Vargas, Fredy Cruz
- Asistentes de Producción: Lorena Salazar, Ingrid García
- Asistente de Libretos: Jorge Ribbon
- Efectos Visuales: Felipe Figueroa
- Director General: Sergio Cabrera

## Premios y nominaciones

### Premios India Catalina
| Año  | Categoría                             | Nominado                     | Resultado |
| ---- | ------------------------------------- | ---------------------------- | --------- |
| 2015 | Mejor telenovela                      | Mejor telenovela             | Nominada  |
| 2015 | Mejor actor protagónico de telenovela | Sebastián Boscán             | Nominado  |
| 2015 | Mejor actor antagónico de telenovela  | Rafael Zea                   | Nominado  |
| 2015 | Mejor actriz antagónica de telenovela | Angélica Blandón             | Nominada  |
| 2015 | Mejor actor de reparto de telenovela  | Juan David Restrepo          | Nominado  |
| 2015 | Mejor actor de reparto de telenovela  | Sebastián Martínez           | Nominado  |
| 2015 | Mejor actriz de reparto de telenovela | Ana María Sánchez            | Nominada  |
| 2015 | Mejor libreto de telenovela           | Nubia Barreto y Manuel Arias | Nominados |
| 2015 | Mejor edición de telenovela           | Gabriel González             | Nominado  |

### Premios TVyNovelas
| Año  | Categoría                            | Nominado                          | Resultado |
| ---- | ------------------------------------ | --------------------------------- | --------- |
| 2015 | Mejor serie                          | Mejor serie                       | Nominada  |
| 2015 | Mejor actor protagónico de serie     | Sebastián Boscán                  | Nominado  |
| 2015 | Mejor actriz antagónica de serie     | Yuri Vargas                       | Nominada  |
| 2015 | Mejor actriz antagónica de serie     | Angélica Blandón                  | Nominada  |
| 2015 | Mejor actor de reparto de serie      | Sebastián Martínez                | Ganador   |
| 2015 | Mejor libretista de serie            | Nubia Barreto y Manuel Arias      | Nominados |
| 2015 | Mejor director de telenovela o serie | Rodrigo Triana y William Barragán | Nominados |